# Air Polonia

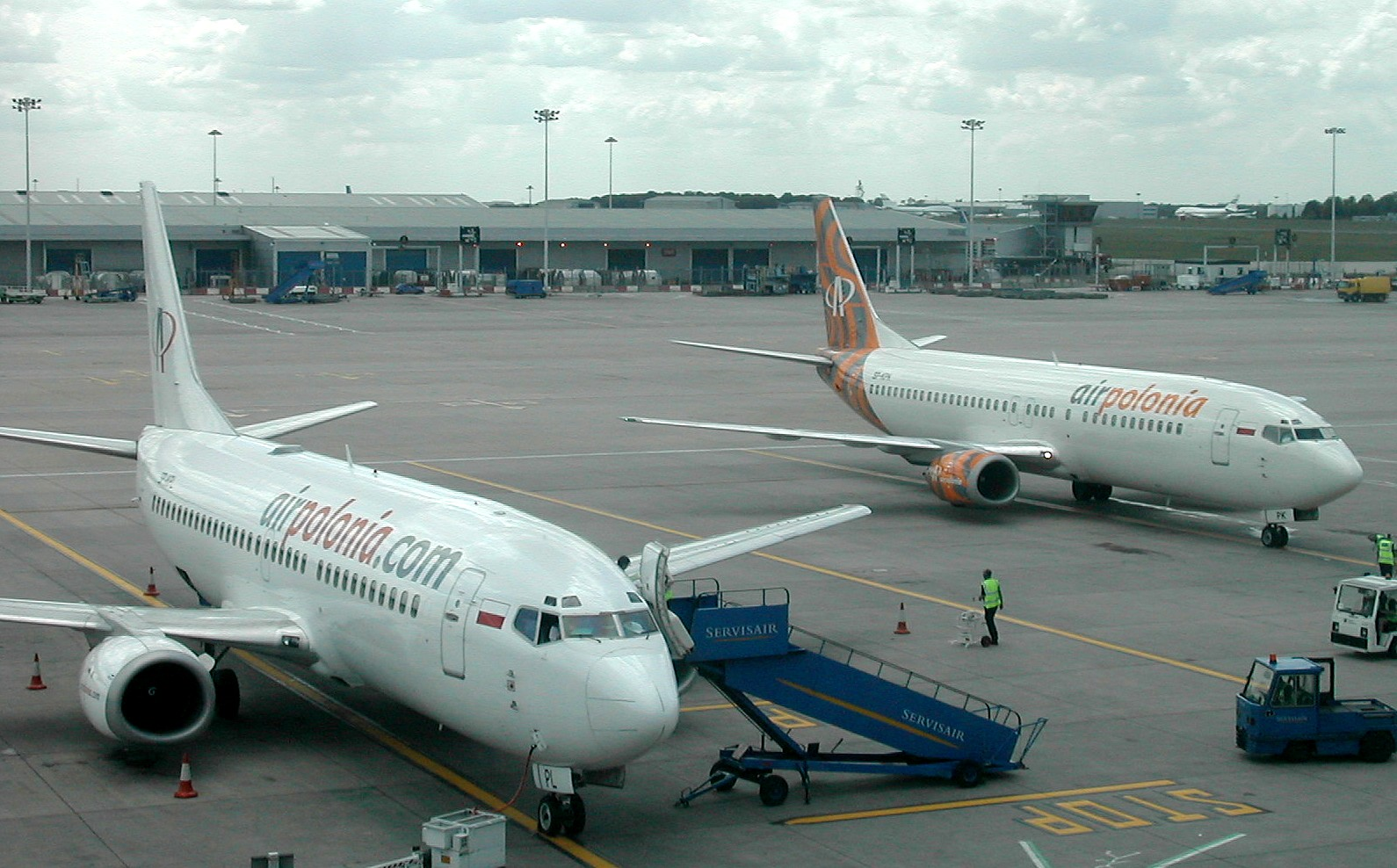
Boeingi 737 Air Polonia na lotnisku Londyn-Stansted

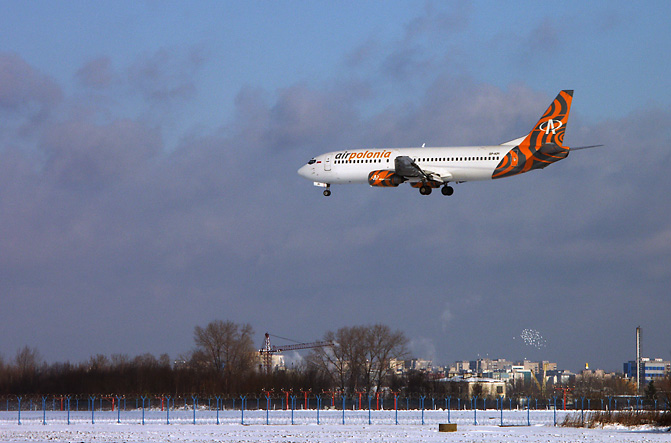
Boeing 737 Air Polonia podchodzący do lądowania na lotnisku Warszawa-Okęcie

Air Polonia – polskie linie lotnicze działające od 2001 do 2004 roku. Pierwszy polski przewoźnik oferujący od kwietnia 2003 tanie loty oraz realizujący przeloty czarterowe dla największych biur podróży.
5 grudnia 2004 prezes Air Polonia Jan Litwiński ogłosił, że firma wstrzymała loty ze względu na wycofanie się inwestora strategicznego. W ciągu roku swojego funkcjonowania linie lotnicze Air Polonia przewiozły około pół miliona pasażerów na swoich trasach regularnych.
31 grudnia 2004 Urząd Lotnictwa Cywilnego zawiesił Air Polonii koncesję na przewozy lotnicze.

## Kierunki lotów

### Kierunki rozkładowe
| Lotnisko                | Kierunki |
| ----------------------- | --- |
| Ateny                   | 1. Warszawa Chopina |
| Bruksela Charleroi      | 1. Katowice 2. Poznań 3. Warszawa Chopina |
| Bydgoszcz               | 1. Londyn Stansted |
| Gdańsk                  | 1. Londyn Stansted 2. Warszawa Chopina |
| Frankfurt Hahn          | 1. Warszawa Chopina |
| Katowice                | 1. Kolonia/Bonn 2. Londyn Stansted 3. Paryż Charles de Gaulle                                                                                              |
| Kolonia/Bonn            | 1. Katowice 2. Warszawa Chopina |
| Kraków                  | 1. Mediolan Malpensa |
| Londyn Stansted         | 1. Bydgoszcz 2. Gdańsk 3. Katowice 4. Poznań 5. Szczecin 6. Warszawa Chopina 7. Wrocław                                                                    |
| Madryt Barajas          | 1. Warszawa Chopina |
| Mediolan Malpensa       | 1. Kraków |
| Paryż Charles de Gaulle | 1. Katowice 2. Poznań 3. Warszawa Chopina 4. Wrocław |
| Poznań                  | 1. Bruksela Charleroi 2. Londyn Stansted 3. Paryż Charles de Gaulle                                                                                        |
| Rzym Fiumicino          | 1. Warszawa Chopina |
| Szczecin                | 1. Londyn Stansted |
| Sztokholm Arlanda       | 1. Warszawa Chopina |
| Warszawa Chopina        | 1. Ateny 2. Bruksela Charleroi 3. Gdańsk 4. Frankfurt Hahn 5. Londyn Stansted 6. Madryt Barajas 7. Paryż Charles de Gaulle 8. Sztokholm Arlanda 9. Wrocław |
| Wrocław                 | 1. Londyn Stansted 2. Paryż Charles de Gaulle 3. Warszawa Chopina                                                                                          |